# Suore ancelle del Cuore Immacolato di Maria (Monroe)
Le suore ancelle del Cuore Immacolato di Maria (in inglese Sisters Servants of the Immaculate Heart of Mary) sono un istituto religioso femminile di diritto pontificio: i membri di questa congregazione pospongono al loro nome la sigla I.H.M.
Dal ramo originale, fondato nel 1832 a Monroe da Louis-Florent Gillet, negli anni si sono staccate le congregazioni omonime di Immaculata e Scranton.

## Storia
La congregazione venne fondata a Monroe, in Michigan, dal missionario redentorista belga Louis-Florent Gillet (1813-1892): con l'approvazione del vescovo coadiutore di Detroit Peter Paul Lefevère, il 10 novembre 1845 organizzò una comunità di tre donne desiderose di vivere secondo il carisma di Alfonso Maria de' Liguori e di dedicarsi all'educazione delle ragazze.
Le prime filiali dell'istituto vennero aperte a Susquehanna e a Reading, in Pennsylvania, ma in seguito a conflitti riguardanti la giurisdizione diocesana nel 1859 le case si separarono dalla congregazione di Monroe, dando inizio a un ramo autonomo della congregazione con casa madre a Reading. Nel 1868 venne eretta la diocesi di Scranton e anche le case delle ancelle del Cuore Immacolato di Maria che ricadevano nella giurisdizione della nova diocesi vennero rese indipendenti dalla casa madre.
La congregazione di Monroe rischiò l'estinzione, ma riuscì a risollevarsi e nel 1899 ottenne dalla congregazione de propaganda fide il decreto di lode: nel 1913 giunse anche l'approvazione definitiva della congregazione per i religiosi.
Il ramo di Reading dopo il 1875 trasferì la casa madre a Immaculata: ottenne il pontificio decreto di lode il 17 dicembre 1955 e venne approvato definitivamente dalla Santa Sede il 13 giugno 1964. Il ramo di Scranton venne eretto in istituto di diritto diocesano il 15 agosto 1871 e ricevette il decreto di lode il 21 novembre 1960.

## Attività e diffusione
Le suore ancelle del Cuore Immacolato di Maria si dedicano essenzialmente all'istruzione e all'educazione cristiana della gioventù.
Le suore della congregazione di Monroe, oltre che negli Stati Uniti d'America, contano case anche in Messico, Porto Rico e Sudafrica.
Al 31 dicembre 2008 la congregazione di Monroe contava 461 suore in 223 case.